# 約瑟夫·霍普曼
約瑟夫·霍普曼（德語：Josef Hopmann，1890年12月22日—1975年10月11日）是一名德國天文學家。
他出生於柏林，在波恩和柏林的大學接受教育，1914年成為波恩天文台的助理。1930年，他成為正教授，並被任命為萊比錫天文台和維也納天文台台長。1918年至1974年間，他發表了近100篇科學論文。1931年至1932年，他和赫里伯特·施奈勒（Heribert Schneller）發現畢宿柱二是個食雙星。
小行星1985和月球背面的霍普曼環形山以他的名字命名。